# Huabei

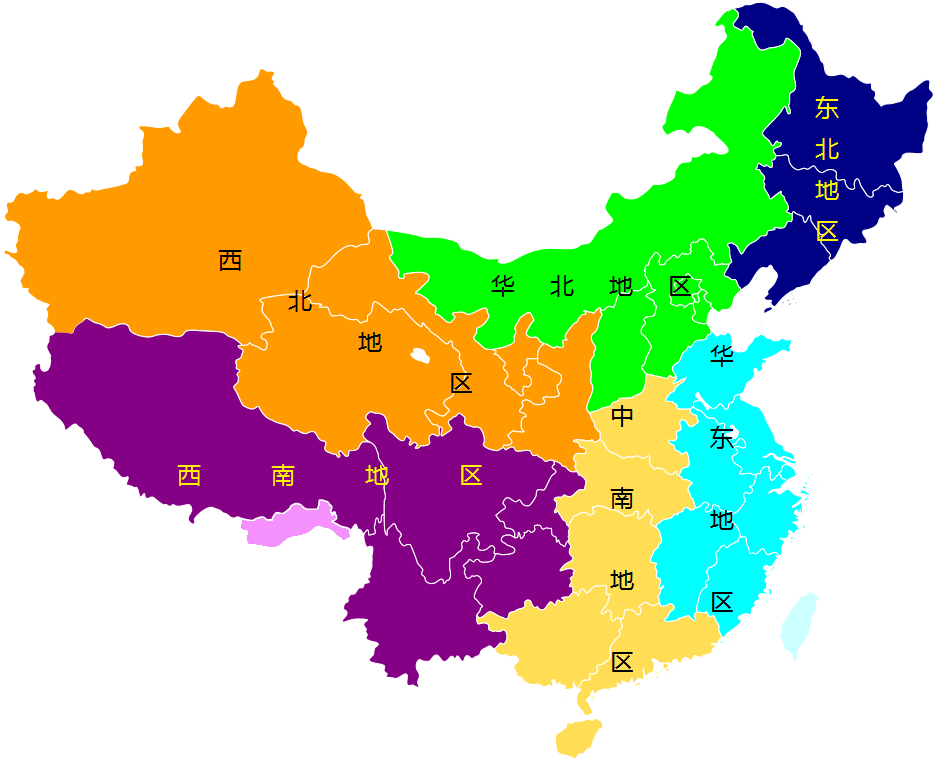
Regiunile Chinei (Huabei - cu verde)

Regiunea China de Nord

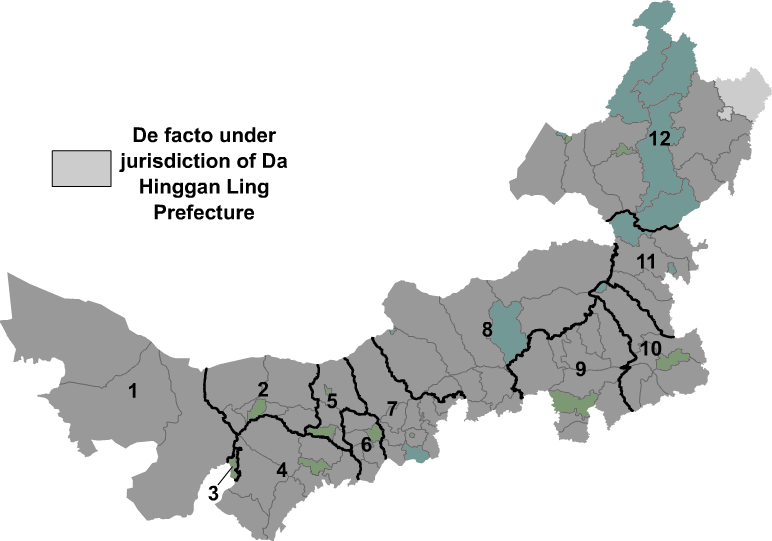
Regiunea Autonomă Mongolia Interioară.

China de Nord sau China Nordică (chineză simplificată: 华北; chineză tradițională: 華北; pinyin: Huáběi; literar "Nordul Chinei") este o regiune geografică a Chinei. Baza regiunii este Câmpia de Nord Chineză.
Acesta este definită de către guvernul chinez pentru a include municipiile Beijing și Tianjin, provinciile din Hebei și Shanxi și Regiunea Autonomă Mongolia Interioară. 

## Diviziuni administrative
Provincii
| Nume   | Chineză (S) | pinyin | Abreviere | Capitala provinciei | Chineză | pinyin       |
| ------ | ----------- | ------ | --------- | ------------------- | ------- | ------------ |
| Hebei  | 河北        | Héběi  | 冀 jì     | Shijiazhuang        | 石家庄  | Shíjiāzhuāng |
| Shanxi | 山西        | Shānxī | 晋 jìn    | Taiyuan             | 太原    | Tàiyuán      |

Municipalități
| Nume    | Chineză (S) | pinyin  | Abreviere |
| ------- | ----------- | ------- | --------- |
| Beijing | 北京        | Běijīng | 京 jīng   |
| Tianjin | 天津        | Tiānjīn | 津 jīn    |

Regiuni Autonome
| Nume                                  | Chineză (S) | pinyin    | Nume local | Abreviere | Capitala regiunii | Chinese  | pinyin    | Nume local |
| ------------------------------------- | ----------- | --------- | ---------- | --------- | ----------------- | -------- | --------- | ---------- |
| Regiunea Autonomă Mongolia Interioară | 内蒙古      | Nèiměnggǔ |            | 蒙 měng   | Hohhot            | 呼和浩特 | Hūhéhàotè |            |